# Marcel Goldhammer
Marcel Yaron Goldhammer (auch: Goldammer; *  Mai 1987 in Kaiserslautern) ist ein deutsch-israelischer Unternehmer, Politiker (parteilos, vormals AfD, CDU), Journalist,  Schauspieler und ehemaliger Sexarbeiter. Er war stellvertretender Vorsitzender der Bundesvereinigung Juden in der AfD (JAfD) und Pressesprecher der AHO (Alternative Homosexuelle), erklärte aber im August 2025 nach Äußerungen von Tino Chrupalla zu Israel und dem Krieg in Gaza seinen Austritt aus der AfD. Für die Bundestagswahl 2021 kandidierte er für die AfD als Direktkandidat für den Wahlkreis 82 Berlin-Neukölln sowie als Listenkandidat auf Platz 6 der Berliner AfD-Landesliste.

## Leben und Werdegang
Bei der kirchlichen Trauung seiner Eltern wurde Goldhammer zunächst evangelisch getauft, konvertierte 2006 jedoch zum Judentum. Goldhammer besuchte die Freie Waldorfschule Kleinmachnow, arbeitete einige Jahre als Model und war in mehreren deutschen Fernsehserien als Schauspieler zu sehen. Goldhammer arbeitete jahrelang als Sexarbeiter. In dem Film „Goldhammer – The Retired Whore“ (2023) spricht er offen über seine Zeit als Prostituierter. Er studierte in Teilzeit in Berlin, Tokio und Peking und wanderte 2013 schließlich nach Israel aus, wo er in der internationalen Pressestelle (IDF Spokesperson’s Unit) in Jerusalem seinen Wehrdienst für die Israel Defense Forces (IDF) ableistete.
Goldhammer ist Mitglied der Jüdischen Gemeinde zu Berlin und war einige Zeit lang Mitglied der CDU und der Jungen Union. Später wurde er Mitglied der Alternative für Deutschland (AfD) und stellvertretender Vorsitzender der Vereinigung Juden in der AfD. Als freier Journalist schrieb er mitunter für The European, den Blog Philosophia Perennis und die Junge Freiheit, bei der er im Jahr 2018 den zweiten Platz des Jungautoren-Wettbewerbs belegte. Auf der Videoplattform YouTube betrieb Goldhammer im Jahr 2021 kurzzeitig den Kanal „Die Rechte Ecke“.

## Positionen und Kontroversen
Politisch spricht Goldhammer sich für eine konsequente Abschiebung aller ausreisepflichtigen Migranten und einen Aufnahmestopp von Asylbewerbern in Deutschland aus. Des Weiteren fordert er, Politiker und Beamte in die Rentenkassen einzahlen zu lassen, um auch für geringverdienende Menschen eine ausreichende Rente zu schaffen.
Goldhammer und die AfD Neukölln lösten eine mediale Kontroverse aus, als sie auf AfD-Wahlplakaten mit dem Bild von Mustafa Kemal Atatürk und dem Spruch „Atatürk würde AfD wählen“ warben. Diese Wahlwerbung wurde von in Deutschland lebenden Türken sowie dem ehemaligen österreichischen Abgeordneten Efgani Dönmez scharf kritisiert.

## Sonstiges
Goldhammer lebt offen homosexuell in Berlin und betreibt eine Agentur für Wahlwerbung.

## Filmografie als Schauspieler
- 2005: Tatort: Freischwimmer
- 2007: Heart
- 2007: Sekai Gyoten News (Fernsehserie)
- 2007: SOKO Kitzbühel
- 2007: Fâsuto kisu
- 2008: Unser Charly
- 2009: Da kommt Kalle (Fernsehserie)
- 2009–2012: Der Schwarzwaldhof (Fernsehserie)
- 2012: Klinik am Alex (Fernsehserie)
- 2023: Goldhammer – The Retired Whore (Dokumentation)